# Song Ruzhi
Pour les articles homonymes, voir Song.
Song Ruzhi ou Song Jou-Tche ou Sung Ju-Chih (宋汝志), nom de pinceau: Biyun (碧云) est un peintre chinois du XIIIe siècle, originaire de Qiantang (actuelle Hangzhou) dans la province de Zhejiang. Ses dates de naissance et de décès ne sont pas connues mais il est actif entre 1260, peut-être 1206, et 1264 sous le règne de l'empereur Lizhong, pendant l'ère Jingding[réf. nécessaire].

## Biographie
Peintre de l'Académie de peinture des Song du Sud sous le règne de l'empereur Lizhong, Ruzhi a peu servi comme peintre de la cour des Yuan : après l'invasion mongole, il devient moine taoïste et se retire dans un monastère, le Kaiyuan guan.
Il peint des paysages, des figures, des fleurs et des oiseaux et travaille dans le style de Lou Guan (actif vers 1265).

## Œuvres
- Rouleau de peinture dans le style Yuan, Inscriptions ; “Epoque Yuan. Peinture authentique des fleurs et des oiseaux de Song Biyun. Exécuté par Song Ruzhi”, 50,5 x 25,5 cm[3].
- Au Musée national de Tokyo,  "Jeunes moineaux dans un panier", attribué à Song Rozhi. 21,7x22,5. Dynastie des Song du Sud XIIIe siècle Biens culturels importants TA355[4],[5]